# Russell (Arkansas)
Russell é uma cidade  localizada no estado americano de Arkansas, no Condado de White.

## Demografia
Segundo o censo americano de 2000, a sua população era de 228 habitantes.
Em 2006, foi estimada uma população de 238, um aumento de 10 (4.4%).

## Geografia
De acordo com o United States Census Bureau, a localidade tem uma área de 0,5 km², sem área coberta por água.

## Localidades na vizinhança
O diagrama seguinte representa as localidades num raio de 24 km ao redor de Russell.